# Джон Тъфтън
Джон Тъфтън, 2-ри граф на Танет е английски благородник, поддръжник на крал Чарлс I.

## Биография
Той е най-големият син на Никълъс Тъфтън, 1-ви граф на Танет и лейди Франсис Сесил, внучка на Уилям Сесил, 1-ви барон Бърли.
На 21 април 1629 г. той се жени за лейди Маргарет Саквил (1614 – 1676), дъщеря на Ричард Саквил, 3-ти граф на Дорсет и лейди Ан Клифърд. Те имат 11 деца.
Танет е твърд роялист (кавалер) и през 1642 г. повежда полк в Съсекс с цел да подкладе въстание там и да подпомогне сър Уилям Брокман от Кент. Въстанието на Брокман е потушено бързо и графът е принуден да се предаде. Имотите му са конфискувани в процеса на Английската гражданска война.
Сред имотите му е и замъкът Боудиъм, купен от рода Левит през 1639 г., когото Тъфтън продава за 6000 лири през 1644 г.
Наследен е от четирима от синовете си като граф на Танет, защото първите трима нямат наследници.